# Ulica Dąbrówki w Katowicach
Ulica Dąbrówki w Katowicach – ulica w Katowicach, położona w zachodniej części dzielnicy Śródmieście. Rozpoczyna swój bieg od skrzyżowania z ulicą Gliwicką. Następnie krzyżuje się z ulicą Opolską i ulicą Zabrską. Kończy swój bieg przy skrzyżowaniu ulicą A. Mickiewicza i drogi wyjazdowej z zajezdni PKM Katowice. Ulica Dąbrówki biegnie równolegle do ulicy F.W. Grundmanna.

## Charakterystyka
W okresie Rzeszy Niemieckiej ulicę nosiła nazwę Augustastraße. Taką też nazwę nosiła w okresie niemieckiej okupacji Polski (1939–1945). W latach 1922–1939 i od 1945 funkcjonowała jako ulica Dąbrówki. W dwudziestoleciu międzywojennym przy ulicy Dąbrówki 9 istniały: Miejskie Przedszkole, męska Szkoła Powszechna nr 4 im. ks. Piotra Skargi, koedukacyjna Szkoła Powszechna nr 7 im. Berka Joselewicza, od 1937 roku żeńska Szkoła Powszechna nr 10, a na rogu ulicy Dąbrówki i ulicy Opolskiej zakład mleczarski.
W 2011 roku wyburzono zabudowania tzw. Załęskiego Przedmieścia (niem. Zalenzer Vorstadt), pochodzące z XIX wieku, zlokalizowane w rejonie ulicy Dąbrówki, ulicy Opolskiej i ulicy Gliwickiej.
Przy ulicy Dąbrówki znajdują się następujące historyczne obiekty:
- Narożna kamienica mieszkalna (ul. Dąbrówki 2, róg z ul. Gliwicką),
- Gmach szkolny (ul. Dąbrówki 9) – wzniesiony pod koniec XIX wieku w stylu późnego historyzmu oraz neoklasycyzmu, przebudowany na początku XX wieku; obiekt oddano do użytku w 1895 roku, a jego projektantem i budowniczym był Max Schalscha[7],
- Narożna kamienica mieszkalna (ul. Dąbrówki 1, ul. Gliwicka 19).

Droga ma długość 343 m. 
Przy ulicy Dąbrówki w 2011 roku swoją siedzibę i placówki miały m.in.: przedsiębiorstwa wielobranżowe, stowarzyszenie Katowicki Klub Gospodarczy, redakcja dwumiesięcznika MM Magazyn Przemysłowy, Akademia Sztuk Pięknych w Katowicach (ul. Dąbrówki 9), Górnośląskie Stowarzyszenie Przewoźników Drogowych, Hutniczo-Górnicza Spółdzielnia Mieszkaniowa (administracja budynków), Państwowa Ogólnokształcąca Szkoła Muzyczna I Stopnia im. S. Moniuszki (ul. Dąbrówki 9) i Miejskie Przedszkole nr 9 w Katowicach.